# Ōta Dōkan
Ōta Dōkan (太田 道灌?; 1432 – 25 agosto 1486) è stato un militare, poeta e monaco buddista giapponese; conosciuto anche come Ōta Sukenaga (太田 資長?) o Ōta Dōkan Sukenaga, è stato anche un samurai e tattico militare giapponese.
Ōta Sukenaga prese la tonsura (tagliandosi i capelli) come sacerdote buddista nel 1478 e prese il nome Dōkan, con il quale è conosciuto ai giorni nostri. Dōkan è ricordato per essere stato il costruttore del castello di Edo (oggi palazzo imperiale di Tokyo) in quella che è la città di Tokyo.

## Clan Ōta
Il clan Ōta nacque attorno al XV secolo nella provincia di Musashi. Dichiaravano di discendere da Minamoto no Yorimasa, e tramite questo ramo dei Minamoto rivendicavano parentela con lo Seiwa Genji.
L'antenato che diede nome al clan, Ōta Sukekuni, si stabilì a Ōta nella provincia di Tamba, ed adottò il nome della città. Tracciò il suo lignaggio come discendente della quinta generazione di Yorimasa.
In una classificazione dello shogunato Tokugawa, il clan Ōta era considerato come tozama.

## Biografia
Nato all'interno del clan Ōta, servì come vassallo del ramo Ōgigayatsu-Uesugi, uno dei clan più influenti nella regione del Kantō.

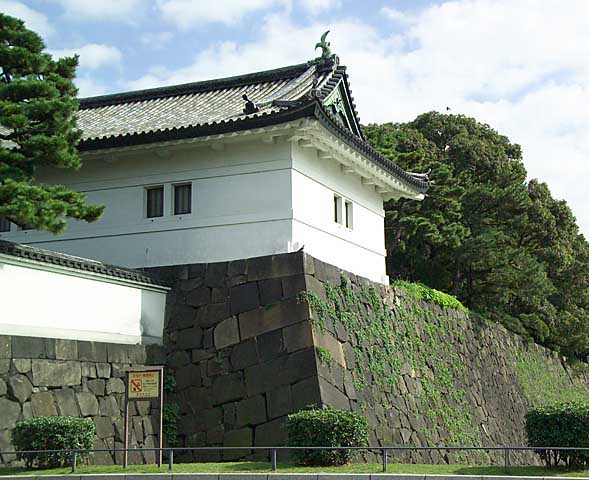
Una parte del castello di Edo, costruita da Dōkan

Dōkan è considerato architetto e costruttore del castello di Edo per ordine di Uesugi Sadamasa (1443–1494) sulle fortificazioni che Edo Shigenaga aveva costruito precedentemente. Il lavoro sulle pareti e sui fossati difensivi iniziò nel 1457; prese il nome Dōkan l'anno successivo.
Ōgigayatsu Uesugi Mochitomo ordinò a Ōta Michizane e Dōkan di costruire fortificazioni a Kawagoe nel 1457.
Come stratega militare, era considerato un efficace tattico; ma intrighi politici potevano risultare mortali come qualsiasi battaglia. Nonostante anni di distinto servizio, il leader del clan Uesugi si dimostrò volubile. Dōkan fu ucciso prematuramente da Uesugi Sadamasa dopo che fu falsamente accusato di slealtà durante un periodo in cui la famiglia Uesugi era lacerata da contrasti interni.
La sua poesia di morte fu la seguente:
sakoso inochi no

oshikarame

kanete nakimi to

omoishirazuba.
Se non sapessi

che ero già morto

avrei pianto

la perdita della mia vita.
Successivamente alla sua morte, il castello fu abbandonato finché fu preso da Tokugawa Ieyasu nel 1590.
Dōkan era un appassionato della letteratura del periodo Heian e come molti altri samurai di quel tempo anche un abile poeta, anche se solo pochi frammenti ad egli attribuiti sono sopravvissuti.
Si pensa anche che Dōkan scelse il sito del santuario di Hikawa, che è dedicato a Sugawara no Michizane, il kami della scuola e della poesia. Il santuario si trova molto vicino al castello di Edo.

## Eredità

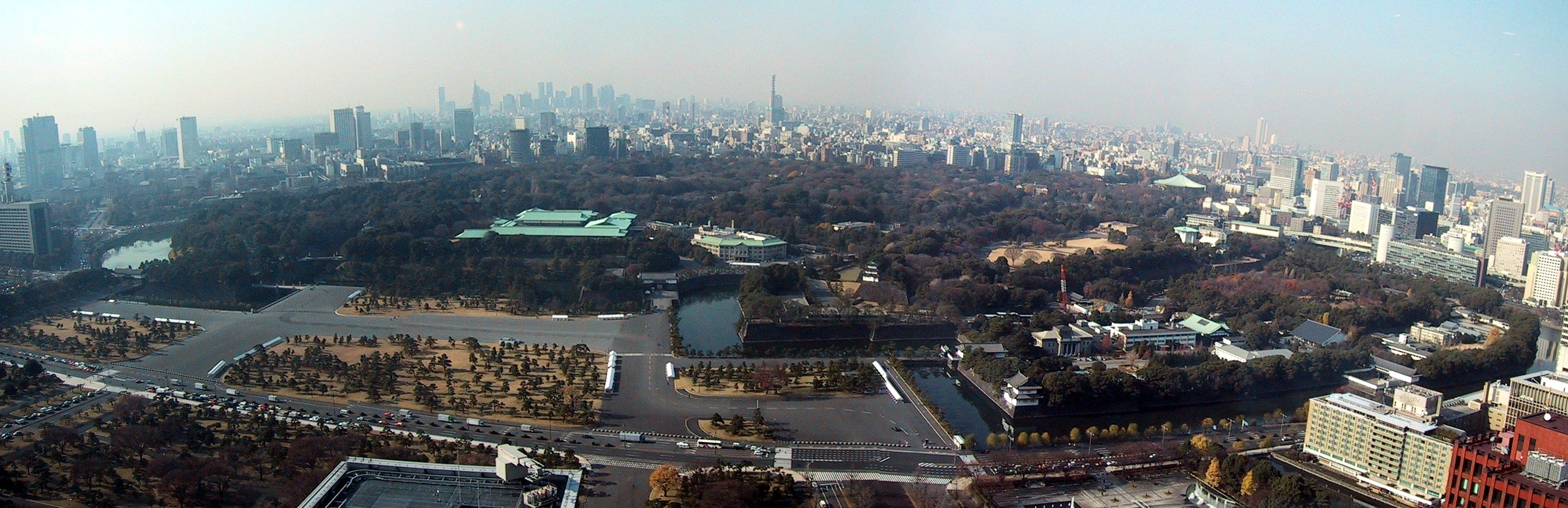
Veduta contemporanea del castello Imperiale che occupa oggi il sito che Ōta Dōkan scelse e fortificò nel 1547.

La residenza di Dōkan a Kamakura divenne il tempio buddista di Eishō-ji. Il complesso del tempio fu scoperto da Okaji, una figlia di Ōta Yasusuke che sarebbe stata una pronipote di Dōkan. Okaji fu una delle assistenti di Tokugawa Ieyasu, che più tardi divenne madre adottiva di Tokugawa Yorifusa (1603-1661), fondatore del ramo Mito della famiglia Tokugawa. Dopo la morte di Ieyasu, Okatsu divenne una suora, prendendo il nome di Eishoin. Il terzo shōgun, Tokugawa Iemitsu (1604–1651), le concesse i possedimenti che i suoi antenati avevano perso. Nel 1636 Eishoin costruì un tempio ed invitò una figlia di Yorifusa ad aderire. La prosperità di Eisho-ji contribuì a preservare la memoria di Dōkan del XV secolo.
Alla fine del XVI secolo il castello di Edo fu scelto come nuova dimora di Tokugawa Ieyasu, ovinto da Toyotomi Hideyoshi a trasferire il centro del suo clan nella regione del Kantō. Con l'avvento dello shogunato Tokugawa all'inizio del XVII secolo, il castello di Edo divenne il centro del governo Tokugawa. Quando lo shogunato venne abolito durante la restaurazione Meiji alla fine del XIX secolo, la nuova Tokyo divenne la capitale dell'impero con il palazzo imperiale che sorge dalle ceneri dell'antica roccaforte degli shōgun.
Ogni 1º ottobre Toky celebra l'anniversario della sua fondazione, con un festival in onore alla memoria dei samurai che sono venerati come fondatori della grande città.
La città di Isehara celebra ogni estate il contributo di Dōkan all'area con un festival.
La descrizione poetica del XV secolo di Dōkan di quella che era soltanto una collina fortificata nel fiume Sumida vicino alla baia di Edo divenne la base per lo slogan di rielezione del governatore metropolitano di Tokyo Ryōkichi Minobe, «Riconsegnate a Tokyo il suo cielo blu»:
La mia dimora

vicina a un albero di pino

siede sul mare blu

E dalle sue umili gronde

si gode di una vista del svettante Fuji.
Invece di pareti in pietra, le difese attorno al castello del XV secolo erano solo argini erbosi, e le strutture interne non erano grandi. La recinzione iniziale che serviva come area centrale del castello, lo spazio che sarebbe stato l'hon-maru di Dōkan, era di modeste dimensioni; ma i fossati erano molto estesi per quel periodo. Questi fossati e le loro posizioni furono importanti nelle fasi successive della costruzione e dello sviluppo del castello.
Si crede che Dōkan dirottò il corso del fiume Hira ad est di Kandabashi per creare il fiume Nihonbashi.
Le celebrazioni per il 500º anniversario della città di Tokyo misero in evidenza parti della storia, della vita e dei successi di Dōkan; da allora è rimasto una figura ben nota nella cultura popolare moderna.